# Alopecosa cinnameopilosa
Alopecosa cinnameopilosa là một loài nhện trong họ Lycosidae.
Loài này thuộc chi Alopecosa. Alopecosa cinnameopilosa được Ehrenfried Schenkel-Haas miêu tả năm 1963.